# Markéta Jánská
Markéta Jánská (Most, 24 maggio 1981) è una modella ceca.
Inizia la carriera nella moda all'età di 15 anni vincendo un concorso di moda ceco. A 20 anni vola verso gli Stati Uniti e qui diventa Playmate di luglio 2003, posando inoltre per il calendario 2005 Playmates at Play at the Playboy Mansion come Ottobre.

Nella sua carriera americana, fa la comparsa nelle serie televisive CSI: Miami, Swingtown, 90210 e True Blood, oltre ad una breve comparsa nel film L'isola delle coppie.